# Мег Каммингс
Мег Каммингс — вымышленный персонаж, одна из главных героинь относительно недолго просуществовавшей телевизионной американской мыльной оперы на NBC — Сансет Бич. Большую часть времени пробега телесериала её роль исполняла Сьюзан Уорд. Ближе к концу 1999 года пока Уорд участвовала в другом шоу, Сидни Пенни - взяла на себя роль Мег на два с лишним месяца. В финальных, декабрьских сериях, Мег сыграла Сьюзан Уорд опять.

## Разработка и развитие персонажа
Сьюзан Уорд была выбрана на роль Мег Каммингс после того, как её агент решил попробовать представить её на эту роль перед продюсерами. Уорд уже была известна создателю и исполнительному продюсеру сериала — Аарону Спеллингу — после того, как она снималась в его другом телесериале: «Берега Малибу». Уорд попросила через своего агента убедить Спеллинга, что она «смогла бы сыграть её и вписаться в образ милой и хорошей девушки». Она также сказала, что ей больше понравится играть в «милую девочку — Мег», чем в таких же злодеек, которых она играла раньше. В то время, когда Уорд начала сниматься в роли в фильме 2000 года «Своя тусовка», ей пришлось временно уехать и уйти из Сансет Бич в начале сентября 1999, а Сидни Пенни на два с лишним месяца решила взять на себя её обязанности, пока Уорд не вернулась обратно в конце ноября 1999. Создатель и продюсер сериала — Аарон Спеллинг — находился под сильным впечатлением как Сидни Пенни изобразила роль Мег, поэтому он «перевел её» в другой сериал, который он создал, предложив ей там роль.
Она мечтала о том, что встретит своего красивого друга и сразу же пойдет с ним рука об руку под опускающийся закат. Но как только подошла ближе к пляжу, приехав в город, у неё украли её рюкзак. Она начала понимать, что все будет не так просто, как она "внутренне хотела и ожидала" — от внешнего мира.
Мег фигурирует с первых сцен в сериях сериала: «Сансет Бич». Её сюжетная линия открывается после того, как она приезжает из Канзаса в Сансет Бич, сбежав от своего неверного жениха Тима Трумэна (Дэкса Гриффина), чтобы найти мужчину, с которым она долго разговаривала и познакомилась по Интернету — Бена Эванса (Клайва Робертсона). Однако Мег ничего практически не знает о настоящей личности Бена. Уорд сказала, что Мег «— просто простая девушка из маленького провинциального городка», которая: «-следует зову своего сердца! Мег хочет внутренне узнать, что может она встретить в этом чудесном мире, что он может ей предложить?» «Увлечение своей задачей выяснения истинной личности и имени её интернет-воздыхателя — первое — с чем ей предстоит столкнуться в городе…» Персонаж оказался популярным и важным в истории сериала и руководство NBC — поместило её историю в отдельную серию в недельном периоде линейки специальных выпусков сериала в конце июля 1997 года, посвященным центральным, популярным и важным героям сериала.

## Основные сюжетные линии
Оставив своего жениха Тима у алтаря, после того, как она застала Тима в поцелуе со своей лучшей подругой Конни, на кануне их свадьбы, Мег решила отправиться подальше от родного Ладлоу, в штате Канзас — в маленький прибрежный пляжный калифорнийский городок Сансет Бич, чтобы найти мужчину, с которым она познакомилась и уже долго общалась через Интернет под ник-именами: «Дороти» и «SB». Не имея никакого представления — ни о настоящей личности этого человека, ни о его имени, Мег постепенно познакомилась со многими жителями города, людьми, которые помогли ей, когда она упала с пирса — после её попытки поймать девушку, которая украла её сумки, и которые стали — в дальнейшем её надёжными друзьями и соседями, например, с пляжными спасателями — Кейси Митчеумом и Майкл Борном, а также с молодым официантом — Марком Волпером вместе с их девушками.
В результате, она устроилась на работу — в бар — официанткой — местного клуба: «Бездна» и в «Интернет-кафе», принадлежащие оба — Бену Эвансу — одинокому вдовцу, чтобы скорым временем понять, что Бен и был — на самом деле её «SB» — её близкой и родственной душой в Интернете. Эти двое начали встречаться и влюбляться, но все пошло внезапно и не так гладко как они хотели и ожидали, когда соседка Бена
по дому — Энни Дуглас (Сара Бакстон) внезапно решила, что всегда хотела Бена всегда лишь для самой себя любимой и в результате была готова не перед чем не останавливаться, чтобы добиться этого. Довольно скоро, Бен и Мег — были втянуты в их общую историю с Энни, когда Энни несправедливо обвинили в убийстве её родного отца и когда после того, как она сбежала из тюрьмы и чуть не была кремирована заживо в гробу своего дяди
и в результате притворившись мертвой, она — втайне решила укрываться от Полиции и любопытных глаз — в доме Бена, чтобы тем временем: она, Бен и Мег — смогли разыскать настоящего убийцу её отца.
Хотя, в то же время, она постоянно старалась им мешать в поисках убийцы и строить отношения: захватывая Бена в заложники, чтобы помешать своему аресту и сорвать их свидание с Беном, или же, подсыпая Бену снотворное — в стакан выпивки, чтобы Мег застала их вместе и решила, будто бы Бен — спит вместе с ней, или же головокружительным прыжком в глубокую морскую воду с крыши спасательной вышки — чтобы отвлечь Бена от поцелуя с Мег…
В то же время Мег, Бен и Энни были вовлечены в историю проклятых и много раз похищенных драгоценностей Дешанела, например когда Эдди Коннорс похитил Мег, требуя от Бена и Энни — вернуть похищенные у него Энни драгоценности — в качестве залога сохранения её жизни, угрожая пристрелить её…
Вскоре Мег — также обнаружила, что её бывший жених — Тим Трумэн — также последовал за ней в Сансет Бич, хотя она и понятия не имела, что тот решил втайне помогать Энни, чтобы испортить её отношения с Беном и делал всё, вместе с ней — для этого. С самого начала в отношения: «Дороти» и «SB» — также вмешалась и Тиффани Торн — бездомная девчонка, ночующая на пляже, укравшая вещи и сумки Мег — в первый день не приезда, и пытавшаяся сыграть и «сделать деньги» — на факте безызвестности друг другу — настоящих имен — «Дороти»(Мег Каммингс) и «SB»(Бена Эванса), притворившись «Дороти» — в глазах Бена, и в глазах ничего не подозревающей — «ставшей внезапно её лучшей подругой» — Мег — вначале, хотя эта сюжетная линия довольно скоро сошла — на нет, и в конце концов «Дороти» и «SB», то есть: Мег и Бен — поняли, почувствовали и прояснили между собой кем же они были друг другу…
А Энни и Тим, тем временем, делали все, чтобы разлучить их. Например, заманили Мег в загадочную мастерскую Марии, которая была заперта несколько лет со дня гибели художницы, втайне подкинув ей ключ, в которой Мег обнаружила «кровавый беспорядок» и её разбросанные платья — делая все, чтобы убедить Мег, что Бен убил её. Также они подделали для этого и её дневник. Бен и сам по себе — замкнулся, не желая подпускать Мег к себе и к мрачным секретам своего прошлого — о своей погибшей жене, но был очень разьярен, и порвал платье Марии, которое Мег решила на себя, надеясь, втайне от него, примерить в её мастерской, когда застал её там в нём за этим занятием, поцарапал её, порвав кусок её платья, после чего: он прогнал Мег, и в результате: оставшись один в комнате, поджёг мастерскую, точнее кровать Марии, и чуть не сгорел сам; и в результате чего: у них возникли некоторые сложности в отношениях, и Мег — была вынуждена уволиться — с его клуба, особенно, когда она застала внезапный — поцелуй Бена и Энни — у неё дома(Который: на фоне психотравмы — делал все, чтобы оттолкнуть её в начале их истории)…
В одной из своих самых безумных попыток разлучить пару: Энни и Тиму удалось также заманить Мег и в загадочную пещеру Марии, которую должны были взрывать по общим планам Грегори и Бена(о чём они не знали), и которая позже обрушилась, не подозревая, что Бен внезапно решил побежать следом за Мег, чтобы попытаться вовремя увести её оттуда, но к сожалению для всех — не успел, когда прогремел взрыв. Пара впервые занялась любовью под упавшими обломками и осколками камней пещеры, но Мег и понятия не имела некоторое время: что Бен — бредил, думая, что он занимается любовью со своей покойной женой — Мария Торрес Эванс. Неожиданное продолжение сюжетной линии оказалось — таковым, что Бен — не помнил, как занимался любовью с Мег и называл её Марией, и что Энни и Тим втайне решили использовать это — в своих интригах, сумев отвлечь и запутать врача — психотерапевта Бена, и втайне, сделав Бену установку — под гипнозом, чтобы Бен — перед ней — называл Мег — Марией, каждый раз — когда Мег — назовет его — по имени, в результате чего: доведённая до слез Мег решила вернуться к своим родителям вместе с Тимом — обратно в свое село на ферму — в Ладлоу в штате Канзас. Но Бен отказывался сдаваться и втайне последовал следом — «за своей любимой Мег», убеждая её вернуться, и всеми силами — за ней романтически ухаживая…
Хотя к началу двухсотых серий, Мег и Энни заключили негласное перемирие друг между другом, тем не менее интриги и козни Энни против Бена и Мег — продолжались на протяжении всего сериала. Не смотря на то что, как казалось Тиму, что на какое-то время ему удалось вернуть Мег, и Мег даже была готова заняться снова с ним любовью незадолго до возвращения с ним обратно в Канзас, тем не менее, Мег уже никогда не принадлежала Тиму, и она вернула ему — его обручальное кольцо, и никогда больше не возвращалась к нему, считая в дальнейшем, что он попросту мешает ей жить, путаясь у ней под ногами и просто безумно ревнует её к Бену, отравляя ей её счастье с ним, что, однако — не останавливало Тима — от его дальнейших и активных попыток на протяжении всего сериала: разлучить их…
К счастью для Бена, после возвращения в город и его убеждения Мег — вернуться с ним обратно, она согласилась, и ему удалось добиться её согласия принять от него его подаренное ей кольцо в день их помолвки, балуя её дорогими романтическими вечерами и осуществляя её мечту и мечту её мамы о красном кабриолете — в радостную жизнь. Но к несчастью для Мег: найденная шокирующая находка в шкафу Бена — окровавленные ножницы и простыни, которую она видела ещё в полной беспорядком мастерской Марии — когда входила туда в первые разы — омрачили счастливые, далеко идущие планы девушки. К тому же, омрачил её настроение и шокирующий её День Рождения, на который приехала её мать Джоан — которая изначально не одобряла новый выбор дочери (как и отец Ме Хэнк: с осторожностью и предубеждением относящийся к Бену), и на вечеринку к которому явился двойник покойной погибшей жены Бена — Марии(что было подстроенно и организованно её бывшим женихом — Тимом). На протяжении Первого Сезона, Мег предстояло провести свое расследование и разобраться, перед тем, как и дальше строить дальше — свое счастье и любовь рядом с Беном — может ли он быть жестоким и хладнокровным убийцей своей жены, или же на простынях и ножницах — просто красная краска? Когда успокоенная Мег, казалось бы, ответила на свои вопросы, получив их от Бена, в конце концов — Мег — ждал Рождественский сюрприз и подарок от Бена — Новогодняя Поездка на частный остров — на берегу моря — с одним единственным купленным домом в центре лесной гущи…
Но во время отдыха и поездки на частный остров — Мег и её друзья подверглись нападению таинственного убийцы в маске, были убиты несколько женщин и капитан яхты, в основном, малозначимые, временно введенные персонажи, но был — среди них и также — убит — лучший друг Мег в Сансет Бич — Марк. Объявившийся психопат-убийца, разобщив друзей Мег, делал все, чтобы добраться до своей самой главной и втайне желанной жертвы — до Мег, но Марк с доблестью выбил из его рук нож и, выпихнув его в лес из дома на острове, погнался за ним, и взял смертельный удар крюком — на себя, в конечном итоге. В конечном итоге этого сюжетного миницикла — было показано, что убийцей Марка и всех остальных оказался — Бен, с которого Марк сорвал маску перед тем как получил удар крюком и которого он, истекая кровью — обвинял в своих последних словах, которые к несчастью довелось услышать одному-единственному Тиму, когда все остальные были заняты слегка— другими заботами и проблемами…
Но к сожалению для Тима, после смерти Марка от потери крови, Мег ему не поверила, посчитав, что он просто сходит с ума и взбесился от ревности, не смотря на свои внутренние подсознательные страхи и сомнения. Но после возвращения с острова и казалось бы завершения истории террора и ужасов, Мег внезапно предстояло вскоре столкнуться с тем, что её бывший жених Тим — «по странному стечению обстоятельств» — «упал со строительных лесов» и оказался в коме, лёжа скопом несколько месяцев в больничной палате, а также — с внезапным объявлением в городе всех членов семьи Марии — детектива Рикардо Торреса, его странной и эксцентричной матери — гадалки — Кармен, и его младшего брата — Антонио, которые категорично были настроены против Бена и его развивающегося романа с Мег, из-за невыясненных обстоятельств загадочной ночи гибели Марии, считая, что Бен или убил её, или же был «повинен — в её бесследном исчезновении», и был виновен — в событиях на острове. Начиная с: «Острова Ужасов» — стала также более крепкой и тесной дружба — между Мег, Ванессой и Габи(девушки Рикардо Торреса, ставшая впоследствии его женой), которые во всем поддерживали Мег — после произошедших событий, Мег также — очень сильно сблизилась с Кейси, который всегда приходил на помощь к ней, когда у неё возникали различные проблемы и трудности в этой истории, после чего ей вскоре тааже пришлось столкнуться с внезапным появлением в городе — её младшей сестры Сары — молодой стажерки в Конгрессе, сбежавшей из Вашингтона из-за сексуального скандала, которая солгала всем что у неё не было романа с женатым конгрессменом, и которая также к несчастью для Мег всегда подсознательно ревновала безумную любовь парней к Мег, и частично завидовала её образу «прелестной отличницы» и хотела быть на её месте, и поэтому она решила стать не такой как она — этаким: «ее не таким гладким и идеальным, но достигшим успеха — противовесом», а также столкнуться: с внезапным появлением в городе её родителей, которые, потеряв свою ферму в Канзасе, поселились, внезапно, в доме Бена — рядом со своей дочерью. В конце концов, была обнаружена и показана — ещё более шокирующая правда, что убийцей с острова — был на самом деле не Бен, а его злобный брат-близнец — Дерек Эванс (Клайв Робертсон), который, желая поквитаться с братом за плохое детство, решил втайне выдавать себя — за своего брата Бена — перед ничего не подозревающей Мег, её семьёй и друзьями, а тем временем: держал Бена — в потайном плену — на заброшенном складе, чтобы соблазнить его невесту, в конечном итоге: убить Мег и Бена(что у него почти получилось, однако похищенном у Бену удалось сбежать со склада, чтобы потом больным в коме в больничной палате опять неудачно быть убитым братом и потом быть отправленным к работнице похоронки, которая оживила его и "похитила его" ещё раз, держа несколько недель в плену) и добраться до его денег на банковских счетах в конце концов. Кейси, члены семьи и друзья Мег и Марии — стали невольными помехами в скорых планах Дерека и история затянулась на несколько сотен серий. Мег и понятия не имела, что её попросту дурачат и обманывают, пока она не нашла старую детскую фотографию — Бена и Дерека — вместе — во время их загородной — летней поездки и «отдыха» в уедененном домике в горах — вместе с «Беном». После финальной схватки — сбежавшего из долговременного потайногого плена своего брата и сумасшедшей работницей морга — Бена и Дерека — на краю скалы и падения Дерека — с неё, когда его сочли мертвым(после того, как его раз уже считали мертвым, когда Мария — ударила Дерека ножницами — в ночь её и его предполагаемой гибели — в море, оставив следы на ножницах и простынях, которые, позже, спустя годы — с ужасом увидела Мег — в шкафу Бена), Мег и Бен возобновили свои романтические отношения и клятвы и начали планировать и готовиться — к своей долгожданной свадьбе.
Однако, их счастье не было долгим, так как, предполагаемо, погибшая жена Бена — Мария прибыла на их свадьбу — живая, и, относительно, невредимая, но к долговременному несчастью для себя и для них: страдающая амнезией, будучи — Недееспособной — по закону, остававшаяся женой Бена, и фактически: не способная дать Бену развод, пока она вновь не восстановит свою память. Но все стало довольно сложным, так как, когда на Сансет Бич обрушились ударные волны землетрясения, Мег, навещая Тима в больничной палате и познакомилась с ней, с «Даной», оказавшись с ней в опасной смертельной ловушке — одними в одной больничной палате, которая к несчастью для многих и неё, когда она вместе с ней старалась спастись и выбраться из смертельных завалов больницы — стала её лучшей подругой. И также из-за того, что Мег не видела настоящего лица покойной жены Бена до их свадьбы с Беном, не подозревая что её новая подруга «Дана» — это на самом деле Мария — «воскресшая» жена Бена — в первую очередь из-за совместных стараний — Энни и Тима, которые решили навести и подготовить эту «ударную новость» для них — и прямо во время разгара свадьбы Мег с Беном.
"Мег, постоянно плачущей страждующей "девственнице", чуть больше за 20. Эта роль настоящей "Джульетты", основная функция которой лишь в том, чтобы лишний раз искать мужскую жалетку для чтобы: "-лишь плакать, и плакать". Она готова переспать только со своей настоящей, искренней и истинной - любовью. У неё есть настоящие друзья и настоящая любовь, но как будто, все сговорилось вокруг, чтобы удержать её от вожделенного блаженства, которое мы хотим, чтобы она имела. Например, её недавняя свадебная церемония была прервана прибытием предположительно довольно долго "погибшей в море жены" — её нового мужа — Бена Эванса, и в то же время и та сама - оказалась "-жертвой пятилетней амнезии". У Мег — есть два "нормальных поддерживающих её" родителя, у которых есть — довольно правильные, старые и тривиальные роли".
Бен изо всех сил пытался выбрать одну из двух женщин, которых он любил в равной степени в разное время, и Мария начала жить в доме Бена вместе с Беном и Мег — в своей комнате-мастерской, вернувшись — к своему художеству, и читая обрывки своего дневника, делая все, чтобы вернуть любимого и всколыхнуть их прежнюю любовь и свою память, объявив Мег — резкую борьбу за него, и в скором времени — от их былой дружбы — мало что осталось, хотя они в принципе и не собирались становиться врагами — вначале.
Напряжение Мег и Марии, тем не менее, достигло пика в их драке на краю лестницы в доме Бена под Новый, 1999 год, в результате чего прокатившаяся по лестнице и ударившаяся головой о пол — Мария — вспомнила почти всю свою прежнюю жизнь(все, кроме 5 лет её бесследного исчезновения после «случая в море») и свои внезапно всколыхнувшиеся с большей силой чувства к Бену, будучи не намерена тепережды отдавать Бена — Мег, объявив ей двойную борьбу за него… В эту историю также вмешались объеденившиеся с усилиями — Сара и Тим, для того чтобы не допустить, чтобы Мег, которая все чаще утешалась на плечах у Кейси — была с ним и ещё больше с ним сблизилась, когда Мег решила последовать втайне за Беном и Марией к месту их отдыха в Палм Спрингс, чтобы понять: изменит ли ей Бен с Марией или нет, а Кейси решил поддержать её и вскоре решил ехать за ней, но все пошло не по его и её плану, так как Сара испортила их колеса — их автомобилей, и когда Бен отправился в дождливую бурю за продуктами и вином — от места отдыха с Марией в горах и его машина внезапно тоже заглохла, как и испорченная машина Мег, и, думая что им придется идти теперь к городу пешком, они внезапно столкнулись друг с другом на дороге. И подумав, что их машины — внезапно и надолго заглохли — из-за обрушевшегося на них дождя, они бежали вместе — от дождливой бури — к первому попавшемуся старинному домику в горах, где им было друг от друга никуда не деться, и где они остались наконец одни, решили романтически уедениться и заняться любовью, после долгого времени разлада спровоцированного также и родственниками Мег и Марии. Тем не менее это не остановило разьяренную из-за этого после этих событий Марию от ещё нескольких попыток: разлучить их. Тем не менее, всё таки, уступив, посчитав что все попытки вернуть его — оказались — неэффективными и неудачными, Мария согласилась всё-таки дать Бену развод — в конце февраля 1999.
Но ситуация стала более сложной, когда странная и незнакомая женщина, Тесс Марин (Трейси Мельхиор), утверждавшая, что была близкой подругой Марии из тех лет «её: 5-летнего и бесследного исчезновения», которые она так и не могла вспомнить, приехала в город — в марте 1999-го, и заступила на порог их, с Беном и Мег дома — вместе с 5-летним ребёнком, Бенджи, и утверждая при этом, что тот был на самом деле — сыном Бена и Марии. Анализ ДНК — подтвердил версию Тесс и на какое-то время: Бен, Мег, Мария, Тесс и Бенджи — решили жить вместе под одной крышей, в то время как Тесс(и «презрительно настроенный к Мег» — Бенджи) — строила тайные интриги и козни, чтобы вычеркнуть Мег из жизни Бена и воссоединить вновь и навсегда Бена и Марию
и в конце-концов, она объединила свои тайные усилия с ним и решила использовать для этого — Тима Трумэна(которому она сумела внушить дл этого и то, что она внезапно полюбила его)… Тесс — инсценировала похищение Бенджи, взсбросив все розги вины и ответственности на — отошедшую на пляже во время «случая похищения» — Мег — во всех остальных глазах. Все это привело к тому, что Мег, в конце концов, решила, что Мария и Бен все больше проводят время вместе и втайне от неё вместе спят, а затем в результате, внезапно, она застала их вместе в постели; в конце концов, Мег ушла из дома Бена и начала все чаще и чаще утешаться в его доме: «Серфинг-Центр» и на плечах — в поцелуе со своим давним и близким другом — спасателем — Кейси Митчеумом (с Тимоти Адамсом), который недавно поссорился и расстался с её младшей сестрой — Сарой Каммингс (Шон Баттен) — из-за обнаруженного им её совместного заговора с Тимом в прошлом, и жить вместе с ним, что увидел и Бен, что побуждало и Сару «взвывать» и «беситься от изрядной ревности», и дело едва не дошло до сильной драки двух сестер — с битыми витринами нового магазина; тем не менее: Мег и Кейси, в конце концов, расстались, поняв, что дружба для них — единственно правильный и приемлемый путь, когда её младшая сестра — Сара и Кейси — смогли, в конце концов, найти — наметившиеся пути примирения между собой.
Затем, осенью 1999 года, «Бен» — внезапно начал вести себя как-то странно, обещая любовь до конца своих дней Марии и «их» общему сыну и в то же время, втайне от неё — постоянно домогаясь и преследуя Мег. Однако вскоре выяснилось, что Бен — снова был похищен Дереком, и что Бенджи — был сыном Дерека и Тесс, задуманный ими как органичная часть далеко их идущего плана — убийства Бена и Марии и чтобы Бенджи, в результате, смог унаследовать его деньги. Тим, начав свое расследование о загадочном прошлом Тесс, с которой он некоторое время спал, узнал, кто такой Дерек, и что Тесс была давно его тайной любовницей, и был в результате убит им. Мария — была второй, кто поняла истинную идентичность Дерека, что привело к тому, что Дерек заковал и спрятал их в потайном подвале, вместе с Беном. Во время их совместного плена они долго разговаривали, и Мария, в конце концов поняла и приняла, что Мег — всегда была настоящей любовью Бена. Затем Кейси и Сара — обнаружили также личность Дерека, и соответственно — также были взяты в плен. Наконец мать Марии, Кармен, попросила Мег о помощи, что привело к тому, что она потихоньку — начала обыскивать дом Бена и установила идентичность вернувшегося в город — Дерека, в конечном итоге. Мег попыталась «поиграть с Дереком», притворившись, что она соблазняет его, чтобы перехитрить его, выхватить у него пистолет и одолеть его — в конце-концов, но вскоре оказалась тоже, в конце концов, вместе — со всеми остальными — в плену, в том же подвале. С помощью Бена — Марии удалось сбежать и вступиться в почти смертельную «кошачью схватку» с Тесс и одолеть её, что привело также к широкомасштабной драке: между двумя похитителями и пятью — планирующими план побега — похищенными, в результате которой, в финальной драке с Беном — Дерек был застрелен — в последних неделях сериала, а его напарница Тесс — отправилась, и надолго — за решетку, в то время, как Мария, осознав правду, решила усыновить Бенджи, ребёнка, которого она приняла благодаря Тесс — за своего собственного сына. Заключительной развязкой всего сериала: стала — двойная романтическая любовная свадьба: Мег и Бена, как и их общих друзей: Ванессы Харт (Шерри Сом) и Майкла Борна (Джейсона Уинстона Джорджа). В заключительном эпизоде — Мег проснулась у себя дома в постели и подумала, что она — все ещё у себя дома в Канзасе — для своей долгожданной свадьбы с Тимом, как и в первой серии и как будто она никуда и не уезжала, и, столкнувшись внезапно в холле своего родного дома — со многими знакомыми лицами из Сансет Бич, тем не менее, она решила, что её жизнь в Сансет Бич была всего лишь большим грезным сном, однако, затем, внезапно она снова проснулась в постели вместе с Беном, снова в Сансет Бич, и поняла, что история: «Канзас» — была сном, а её жизнь в Сансет-Бич с Беном — была теперь самой настоящей…

## Прием персонажа и отзывы критиков
В 1998 году Мег и Бен были номинированы в категории: «Лучшая пара» на премии «Дайджест мыльных опер». Майкл Сондерс из: «The Boston Globe» сказал, что если бы вы просто посмотрели сериал, вы бы просто как будто — посмотрели бы: «приключения Мег Каммингс, упрямой и взбалмошной девицы, которая уехала из своего родного — Канзаса — в Сансет Бич, чтобы там — построить свою новую жизнь». Кэндис Хейвенс из «Kingman Daily Miner» высказала мнение, что этот персонаж — задавал «тон и темп» сериала: «Сансет Бич». В 2011 году Бейбси Ми. Карбильо из: «Филиппинской звезды» заявила, что растущая тенденция разрыва свадебных платьев — вопреки традициям на Филиппинах — возникла из-за того, что Мег «разорвала» — своё свадебное платье. Газета: «Daily Record» — написала, что эпизод — с последней последовательностью снов — Мег — был «-возможно, самым лучшим из всех, когда-либо показанных в дневном мыле», добавив, что: «-это — ни в коем случае — нельзя было пропустить!!!». В то время как Мерл Браун из своей публикации сказала, что сюжетная линия любовного треугольника — с Мег, Беном и Марией была слишком длинной и затянутой. Поскольку «Сансет Бич» — не делал никаких «оправданий» — перед прессой — по поводу продолжительности и «затянутости» этой сюжетной линии, Браун — позже сказала, что — это было одним из качеств сериала.
Дэррин Фарриант из: «Возраста» высказал мнение, что Мег казалась «очень наивным» персонажем. Он добавил, что — «бедная, бедная Мег» и понятия не имела то, что Бен — был её интернет-любовником, и высказал мнение, что, поскольку темп истории «Сансет Бич» — казался очень медленным, он, вероятно, «—развернется и ускорится, как и сама история — немного позже — во многих других эпизодах сериала». Его коллега по «Возрасту», Саймон Хьюз, сказала, что Мег была: «-маленькой серенькой деревенской мышкой», по сравнению со своей более: «-своевольной, опытной и более молодой „городской кузиной“», Тиффани Торн (Эддриэнн Франц). Он высказал мнение, что — «нечленораздельная, инфантильная речь» — Мег — с «канзасским акцентом» — и была частью её очарования.